# Roelos de Sayago
Roelos de Sayago è un comune spagnolo di 174 abitanti situato nella comunità autonoma di Castiglia e León.